# Cawood
Cawood – wieś w Anglii, w hrabstwie North Yorkshire, w dystrykcie (unitary authority) North Yorkshire. Leży 15 km na południe od miasta York i 267 km na północ od Londynu.